# F7C (航空機)

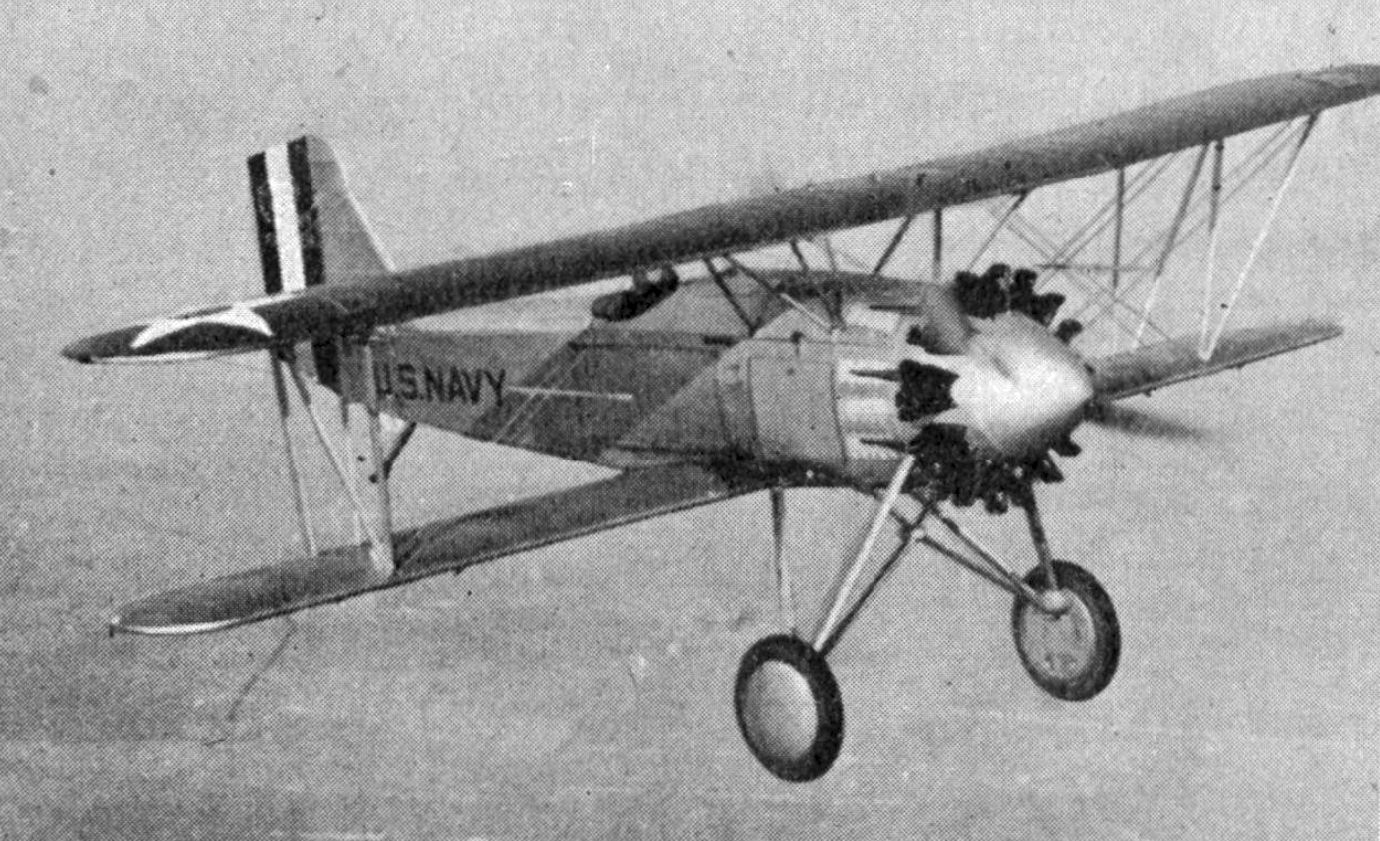
F7C-1

F7Cは、アメリカ合衆国のカーチス社が、アメリカ海軍向けに製造した複葉艦上戦闘機。愛称は、シーホーク(Seahawk)。1920年代から1930年代にかけて、運用された。
カーチス社は、P-1 ホーク戦闘機系列の艦上機型として、モデル43を開発した。これを基に試作機XF7C-1が製造され、1927年2月28日に初飛行した。
複葉機であり、上翼は下翼よりもわずかに前方に配置されている。エンジンは450馬力のレシプロ星型エンジンプラット・アンド・ホイットニー R-1340を搭載していた。木金混合構造で羽布張りであった。胴体の主要構造はアルミ、鋼管による金属フレームで、上翼は、木製構造であった。強度は十分であり、急降下爆撃も行えた。
1928年に16機が発注され、1933年まで使用された。

## 要目
- 全長：6.75m
- 全幅：9.96m
- 全高：3.15m
- 空虚重量：924kg
- エンジン：プラット・アンド・ホイットニー R-1340 星型レシプロエンジン（出力 450馬力）1基
- 最大速度：242km/h
- 乗員：1名
- 武装：7.62mm機銃 2門